# Oliarus immaculata
Oliarus immaculata är en insektsart som beskrevs av Giffard 1925. Oliarus immaculata ingår i släktet Oliarus och familjen kilstritar. Inga underarter finns listade i Catalogue of Life.